# Silviu Bindea
Silviu Bindea (24 oktober 1912 – 6 mars 1992) var en rumänsk fotbollsspelare. Han gjorde 27 landskamper och elva mål för det rumänska landslaget. Han var med och spelade både VM 1934 samt VM 1938.

## Meriter
Ripensia Timișoara
- Liga I: 1933, 1935, 1936, 1938
- Cupa României: 1934, 1936